# Imdr Regio
Imdr Regio est une région homogène située sur Vénus dans le quadrangle d'Imdr Regio. Elle a été nommée en référence à Imdr, une géante de la mythologie nordique.
Imdr Regio présente deux zones très différentes :
- une zone sud-est surélevée dominée par le volcanisme associé à Idunn Mons (en), un grand volcan qui a été proposé comme récent voire actif ;
- une autre zone surélevée dans la zone nord-ouest qui abrite également un grand volcan (Arasy Mons (it)), mais qui est dominée par le volcanisme et l'activité tectonique associés à la formation du système de rifts Olapa Chasma (it).

Ces deux zones sont très différentes au plan topographique et présentent également des différences dans leur géologie, leur style volcanique et tectonique et leurs caractéristiques géophysiques. Elles résultent peut-être de plusieurs panaches mantelliques provenant d'un point chaud ou de remontées secondaires dérivées d'un même panache.